# Светлая (Приморский край)
Све́тлая — третий по величине посёлок городского типа в Тернейском районе Приморского края. Образует Городское поселение Светлое.

## География
Расположен на берегу Японского моря у мыса Сосунова в устье реки Светлая.
До села Усть-Соболевка около 60 км (на юг по берегу моря), до села Единка около 100 км (на север по берегу моря).
Посёлок Светлая приравнен к районам Крайнего Севера.

### Уличная сеть
| - ул. Арсеньева - ул. Зелёная - пер. Кооперативный - ул. Лесная - ул. Луговая - ул. Молодёжная - ул. Морская | - пер. Новый - ул. Приморская - пер. Речной - ул. Рыбацкая - ул. Северная - ул. Школьная |

## История посёлка
- 1910 — образован посёлок. Проживало там несколько человек. Земля, на которой располагался посёлок, была болотистой и необжитой. Коренное население жило в основном в верховьях р. Светлая. Посёлок назван Светлой как бы в насмешку, ведь там располагался лагерь заключённых Управления лагерей особого назначения (УЛОН).
- 1929 — стали прибывать первые баржи с заключёнными. Тогда же образовалась зона «Дальлаг». В «Дальлаге» заключённые занимались сельским хозяйством, рыболовством. В 1932 году из лагеря был совершен побег из лагеря в Японию: заключенные разоружили охрану, захватили катер и ушли в штормующее море[2]. В лагерь направили отряд НКВД, для суда и следствия. Соучастников побега осудили к различным мерам наказания. Лагерь был расформирован, часть заключенных этапировали в другие лагеря, а некоторых отправили во Владивостокский пересыльный лагерь[3].
- 1932 — стал заселяться вольнонаёмными переселенцами, а также оставшимися после заключения на поселении.
- 1934 — развернулось строительство, стали возводить дома для стахановцев, в основном вдоль берега моря.
- 1937 — в Светлой был организован ТОПО ТОФ.
- 1942 — получен статус посёлка городского типа
- 1948 — в рыбокомбинат стали поступать рыбопромысловые суда МРС-80.
- 1951 — моряки стали уходить в экспедиции к берегам Сахалина.
- 1953 — построен обрабатывающий рыбозавод (директор Гринько)
- 1967 — организован леспромхоз по заготовке леса, директором стал Сумитский.
- 1990 — создано советско-корейское предприятие по заготовке и вывозу леса за границу
- 2008 — Открыт завод по производству пиломатериалов[4]

## Население
| 1926  | 1959  | 1970 | 1979 | 1989  | 2002  | 2005  |
| ----- | ----- | ---- | ---- | ----- | ----- | ----- |
| 7     | ↗1102 | ↘847 | ↗912 | ↗1110 | ↗1136 | ↘1116 |
| 2007  | 2009  | 2010 | 2011 | 2012  | 2013  | 2014  |
| ↘1115 | ↘1084 | ↘925 | ↘922 | ↘886  | ↗891  | ↘833  |
| 2015  | 2016  | 2017 | 2018 | 2019  | 2020  | 2021  |
| ↘811  | ↘797  | ↘758 | ↘648 | ↘559  | ↘537  | ↘479  |
| 2023  | 2024  |      |      |       |       |       |
| ↘458  | ↘446  |      |      |       |       |       |

Демография

Численность населения, чел.

| Год    | 1959 | 1970 | 1979 | 1989 | 2002 |
| ------ | ---- | ---- | ---- | ---- | ---- |
| Мужчин | ↗530 | ↘415 | ↗455 | ↗588 | ↗647 |
| Женщин | ↗572 | ↘432 | ↗457 | ↗522 | ↘489 |

## Известные жители, уроженцы
На промысле морской капусты в посёлке Светлая работала Валентина Григорьевна Андриуц. Позднее свой первый лирический сборник она озаглавит Бухта Светлая. 

## Экономика

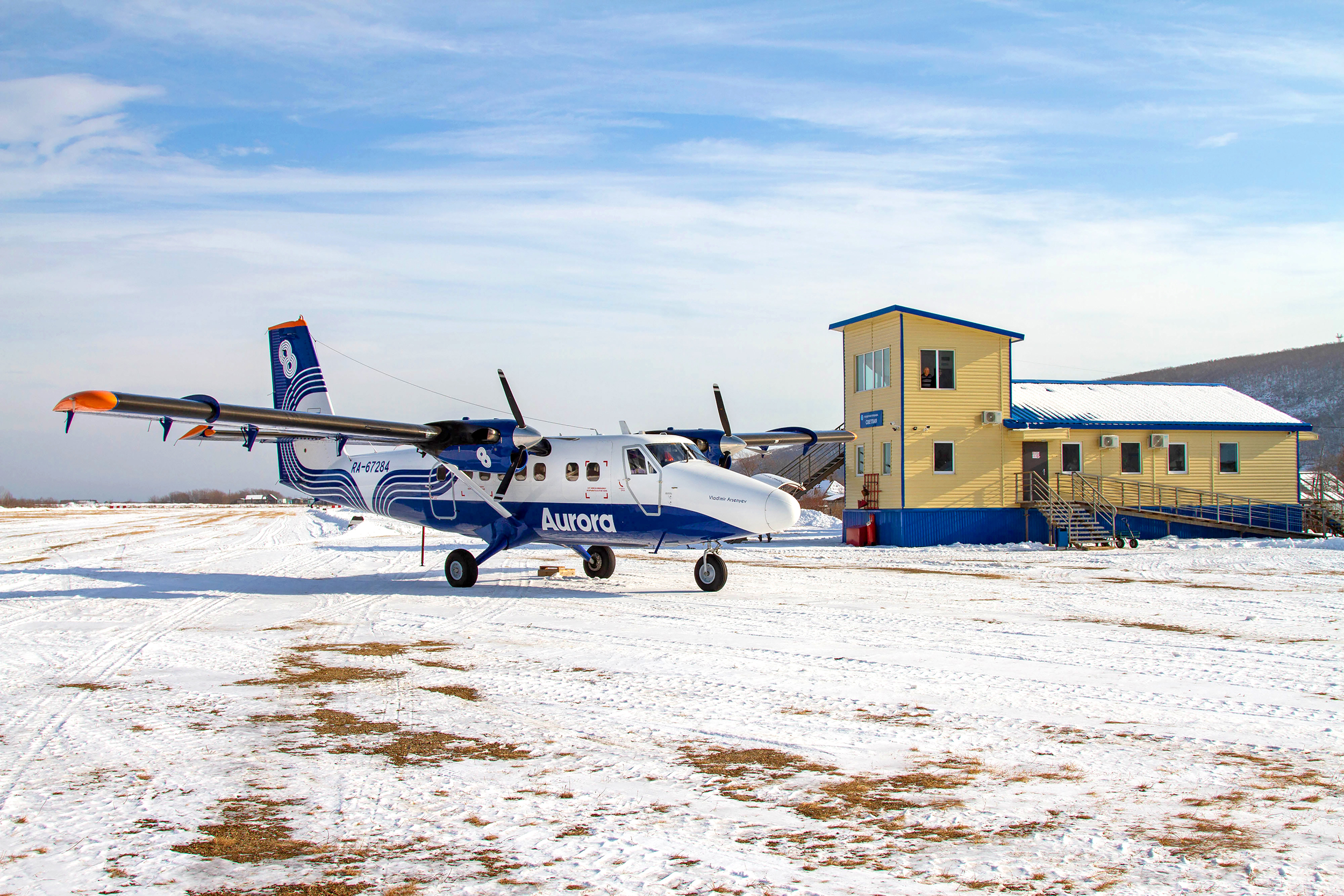
Посадочная площадка в п. Светлая и самолет DHC-6

В посёлке расположены ЛЗП «Светлая» (ОАО «Тернейлес»), ЛЗП «Северлес», морской портпункт, лесничество.
ОАО «Приморсклеспром» — приморские лесопромышленники.
Поселок имеет собственную посадочную площадку, из которой осуществляются авиарейсы во Владивосток на самолёте De Havilland Canada DHC-6 Twin Otter авиакомпании «Аврора» и рейсы на вертолете МИ-8 авиакомпании "Дальнереченск авиа" в Единку, Усть-Соболевку, Агзу.

## Образование
- Муниципальное дошкольное образовательное учреждение детский сад № 12 п. Светлая
- Муниципальное общеобразовательное учреждение средняя общеобразовательная школа п. Светлая[28]